# Przełączka pod Kaczą Turnią
Przełączka pod Kaczą Turnią (słow. Sedielko pod Galériou, ok. 2170 m) – niewielka przełączka znajdująca się w Pustej Grani, odchodzącej na północ od wschodniego skraju Galerii Gankowej w słowackiej części Tatr Wysokich. Oddziela Kaczą Turnię od Kaczego Dziobu. Najłatwiejsze wejście na przełęcz jest z Pustej Ławki drogą nr 2 (jest to fragment najłatwiejszej drogi na Gankową Galerię).
Ku północnemu zachodowi z przełączki opada głęboko wcięty żleb, w dolnej części przechodzący w komin opadający na piargi Doliny Ciężkiej. W dolnej części komin zaklinowany jest kilkoma skalnymi blokami, wyżej jest w nim kilka niewielkich przewieszek. Łączna deniwelacja żlebu wynosi około 150 m. Na przeciwległą stronę, do Doliny Kaczej z przełączki opada depresja będąca lewym odgałęzieniem olbrzymiej Rynny Szczepańskich (przez Władysława Cywińskiego nazywanej Żlebem Świerza).
Polska nazwa Przełączki pod Kaczą Turnią pochodzi od sąsiadującej Kaczej Turni, słowackie nazewnictwo wywodzi się natomiast od Galerii Gankowej.

## Taternictwo
Pierwsze wejścia turystyczne
- Jerzy Maślanka i Józef Gąsienica Tomków, 15 października 1907 r. – letnie,
- Włodzimierz Gosławski i Kazimierz Paszucha, 13 kwietnia 1939 r. – zimowe (drogą nr 1)[2].

Drogi wspinaczkowe

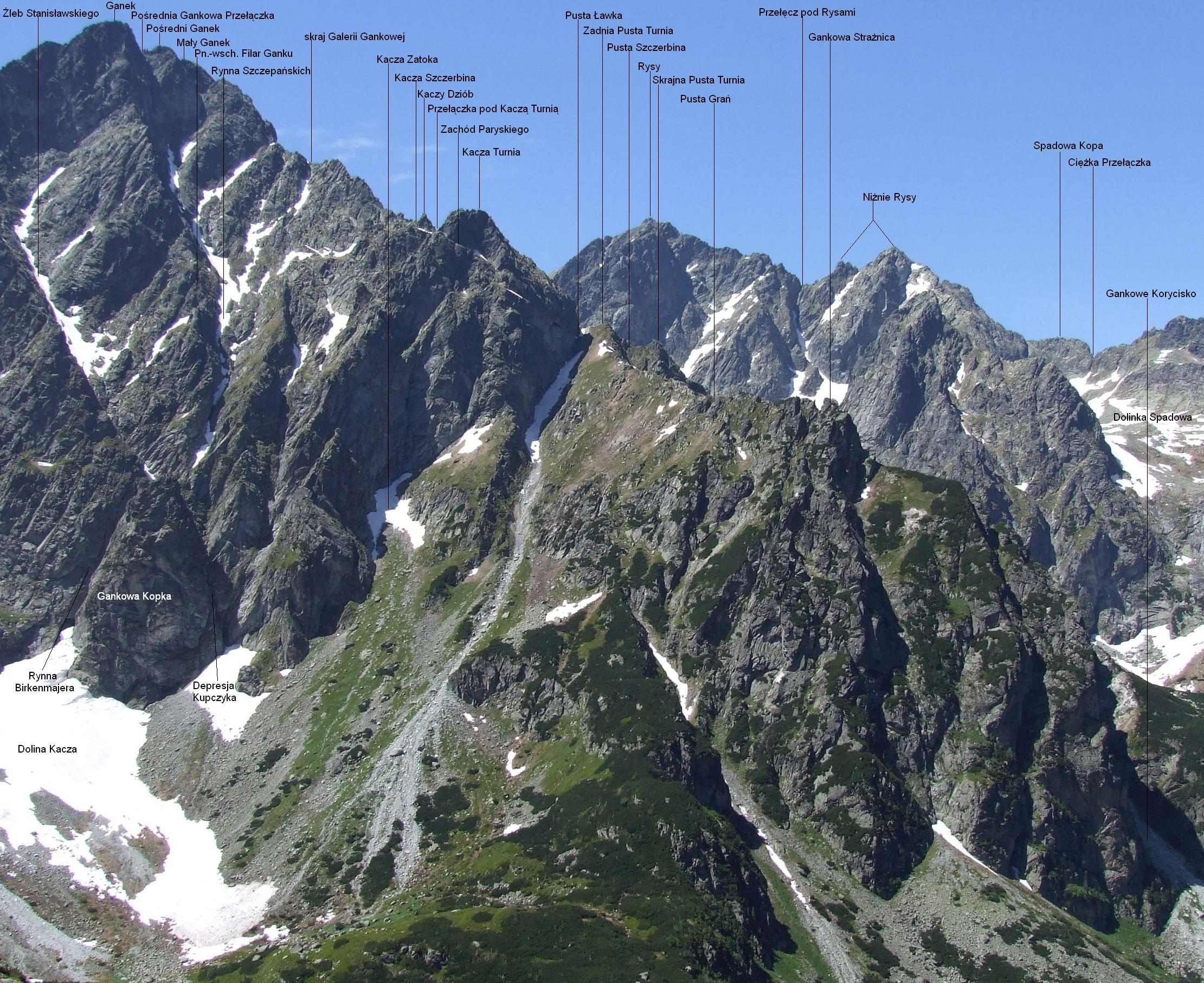
Widok z Doliny Litworowej

1. Północno-zachodnią depresją; III w skali tatrzańskiej, czas przejścia 1 godz. 30 min;
2. Z Pustej Ławki, omijając Kaczą Turnię po zachodniej stronie; I, 15 min;
3. Z Pustej Ławki, omijając Kaczą Turnię po wschodniej stronie; I, dwa miejsca II, 30 min;
4. Z Kaczej Zatoki przez lewy filar Kaczej Turni; II lub III, 2 godz.[1]